# Lasioptera
Lasioptera è un genere di ditteri della famiglia Cecidomyiidae (sottofamiglia Cecidomyiinae, tribù Lasiopterini). Comprende specie galligene o predatrici.

## Sistematica
Alcune specie del genere Lasioptera:
- L. abhamata Felt, 1907
- L. arizonensis Felt, 1908
- L. asterspinosae White, 1950
- L. basiflava Felt, 1908
- L. berlesiana Paoli, 1907 (syn. Prolasioptera berlesiana Paoli, 1907)
- L. carophila Low, 1874
- L. caryae Felt, 1907
- L. centerensis Felt, 1918
- L. cinerea Felt, 1907
- L. collinsonifolia Beuternmuller, 1908
- L. corni Felt, 1907
- L. cylindrigallae Felt, 1907
- L. ephedrae Cockerell, 1898
- L. ephedricola Cockerell, 1902
- L. eryngii Vallot, 1829
- L. excavata Felt, 1907
- L. flavoventris Felt, 1908
- L. fructuaria Felt, 1916
- L. hamata Felt, 1907
- L. howardi Felt, 1921
- L. humulicaulis Felt, 1907
- L. kallstroemia Felt, 1935
- L. lactucae Felt, 1907
- L. querciflorae Felt, 1908
- L. querciperda Felt, 1908
- L. quercirami Felt, 1926
- L. rubi Schrank, 1803
- L. serotina Felt, 1908
- L. solani Felt, 1907
- L. solidaginis, 1863
- L. spiraeafolia Felt, 1909
- L. tibialis Felt, 1914
- L. umbelliferarum Kieffer, 1909
- L. ventralis Say, 1824
- L. viburni Felt, 1907
- L. vitis Osten Sacken, 1862
- L. ziziae Felt, 1908